# Lencloître
Lencloître – miejscowość i gmina we Francji, w regionie Nowa Akwitania, w departamencie Vienne.
Według danych na rok 1990 gminę zamieszkiwały 2 222 osoby, a gęstość zaludnienia wynosiła 117 osób/km² (wśród 1467 gmin regionu Poitou-Charentes, Lencloître plasuje się na 125. miejscu pod względem liczby ludności, natomiast pod względem powierzchni na miejscu 434.).